# 12626 Timmerman
A 12626 Timmerman (ideiglenes jelöléssel 1116 T-1) a Naprendszer kisbolygóövében található aszteroida. Cornelis Johannes van Houten,  Ingrid van Houten-Groeneveld és Tom Gehrels fedezte fel 1971. március 25-én.